# Trillium cernuum
Espèce
Classification APG II (2003)
Trillium cernuum –  le trille penché –  est une plante herbacée, vivace et rhizomateuse de la famille des Liliaceae (classification classique) ou des Melanthiaceae (classification APG II, 2003).

## Description
Cette plante originaire de l’est de l'Amérique du Nord fleurit au printemps dans les forêts mixtes fraîches à humides et dans les aulnaies le long des rivières. La fleur, de 3 à 6 cm de diamètre à pétales blancs, est portée par un pédoncule renversé ; ce qui fait qu’elle est souvent cachée sous les feuilles. Les feuilles rhomboïdes ou sub-orbiculaires sont acuminées. Le fruit est une baie ovoïde, de couleur rouge foncé, à odeur fruitée.

## Aire de répartition
Est du Canada, de Terre-Neuve au Manitoba, et nord-est des États-Unis, des grands lacs à la Virginie.

## Divers
Son nom anglais est Nodding Trillium. La forme tangerae Wherry est à fleurs roses.

## Sources
- Frederick W. Case, Jr. & Roberta B. Case, Trilliums, Timber Press, 1997  (ISBN 0-88192-374-5)